# Brigitta Dresewski
Brigitta Dresewski (* 18. Februar 1946 in Neustadt an der Haardt) ist eine deutsche Schauspielerin und Fernsehregisseurin.

## Leben
Von 1965 bis 1968 nahm Brigitta Dresewski in Hamburg Schauspielunterricht und hatte danach Engagements an Theatern in Hamburg, Heidelberg, Lübeck sowie der Berliner Schaubühne am Halleschen Ufer. Sporadisch wirkte sie auch vor der Kamera. 1981 begann sie ein Studium an der Deutschen Film- und Fernsehakademie Berlin und arbeitet seit 1986 als Regisseurin für Film und Fernsehen.
Einige ihrer wenigen Rollen spielte Dresewski unter anderem in den nach Drehbüchern von Helga Feddersen entstandenen Fernsehspielen Sparks in Neu-Grönland und Bismarck von hinten oder Wir schließen nie. Als Regisseurin zeichnete sie bislang überwiegend für verschiedene Fernsehserien verantwortlich, so Freunde fürs Leben, Die Schule am See, Tessa – Leben für die Liebe oder Tiere bis unters Dach.

## Filmografie

### Als Schauspielerin
- 1966: Zwei wie wir … und die Eltern wissen von nichts
- 1971: Sparks in Neu-Grönland
- 1973: Hamburg Transit – Der Gepäckschein
- 1974: Bismarck von hinten oder Wir schließen nie
- 1989: Sturzflug

### Als Regisseurin
- 1992–1994: Achterbahn (5 Folgen)
- 1993: Zaster, Zoff und die Rezurzen (4 Folgen)
- 1994: Freunde fürs Leben (15 Folgen)
- 1995–1999: Aus heiterem Himmel (22 Folgen)
- 1997–2000: Die Schule am See
- 1999–2004: Die Kinder vom Alstertal (10 Folgen)
- 2000: Dreamgate
- 2000–2001: Bei aller Liebe (8 Folgen)
- 2001: Die Biester (2 Folgen)
- 2002: Verdammt verliebt (13 Folgen)
- 2002: David Vier
- 2004: Utta Danella – Plötzlich ist es Liebe
- 2005: Alina
- 2006: Tessa – Leben für die Liebe (15 Folgen)
- 2007: Rote Rosen (Ep. #1.109)
- 2007: Paulas Sommer (13 Folgen)
- 2010–2011: Tiere bis unters Dach (12 Folgen)

## Hörspiele
- 1966: Gespräche ins Blaue (1. und 2. Teil) – Autor: Kurt Kusenberg – Regie: Gerlach Fiedler